# José Tamborini
José Pascual Tamborini (Buenos Aires, 1886 ― ibidem, 1955) était un médecin et homme politique argentin, membre du parti Union civique radicale (UCR).
Issu de la bourgeoisie d’affaires de Buenos Aires, Tamborini commença de bonne heure à militer dans le parti radical, et, ses études de médecine achevées, s’engagea dans la carrière politique. Appartenant à l’aile conservatrice du parti radical, il critiqua le gouvernement trop personnaliste du président (radical) Yrigoyen (1916-1922) et, ayant rallié la mouvance antipersonnaliste, se mit sous l’égide du nouveau président Alvear (1922-1928), dont il devint le ministre de l’Intérieur. Pendant le régime de la Décennie infâme né du coup d’État de septembre 1930, et au terme d’une période de boycott des élections par l’UCR, Tamborini fut élu député fédéral en 1935, puis sénateur. Aux élections de février 1946, il se présenta, à la tête d’une coalition composite et éphémère dite Union démocratique, comme candidat à la présidence, mais, mis en cause en raison de financements occultes par les milieux d’affaires et pénalisé par le trop voyant soutien de l’ambassadeur américain, fut battu par l’ancien ministre du Travail Juan Perón, soutenu par le prolétariat urbain. Après avoir tenté sans succès d’être le candidat des radicaux en vue des élections présidentielles de 1951, Tamborini disparut de la scène politique.

## Biographie
Issu, du côté maternel, d’une famille de grands propriétaires fonciers de Junín active dans l’exportation de céréales et de graisse animale vers l’Angleterre, José P. Tamborini commença à militer dans l’Union civique radicale pendant ses études secondaires au Colegio Nacional de Buenos Aires, où il dirigeait vers la fin de la décennie 1890-1900, aux côtés de son condisciple Mario Guido, la revue que publiait le Comité radical étudiant fondé au sein de l’établissement. Tandis qu’il menait ses études de médecine à l’université de Buenos Aires, il exerça comme vice-président du Comité universitaire  radical. En 1919, il tenta d’intercéder dans la grève des ateliers Vassena à Buenos Aires, mais ses efforts se révélant vains, le conflit se mua rapidement en un affrontement syndical généralisé qui se soldera par 700 morts et près de 4000 blessés, et passera à l’histoire sous le nom de Semaine tragique. 
Figure éminente du radicalisme portègne, Tamborini jouissait d’une grande estime à Buenos Aires. S’étant aligné sur le point de vue des dirigeants qui, désignés collectivement par secteur bleu, critiquaient Hipólito Yrigoyen pour sa direction par trop personnaliste, il rejoignit logiquement l’Union civique radicale antipersonnaliste à partir de 1924. Cette affinité idéologique le rapprocha de Marcelo Torcuato de Alvear, élu président en 1922, — avec qui il partageait déjà une même appartenance sociale, les deux familles se vouant en effet aux mêmes affaires et poursuivant des intérêts économiques similaires —, qui le désignera en 1925 ministre de l’Intérieur,. 
Sous son mandat de ministre de l’Intérieur, la procédure dite intervention fédérale (c’est-à-dire la mise sous tutelle temporaire directe de provinces par l’État central) fut enclenchée huit fois, sur un total de dix procédures pour toute la période présidentielle d’Alvear. Le président intervint ainsi à deux reprises contre la province de Santiago del Estero (en 1925 et en 1928), une fois contre celles de La Rioja (1925), de Catamarca (1928) et de Salta (1928). Parallèlement, Tamborini eut à s’impliquer dans des conflits en rapport avec la Réforme universitaire de 1918, et adopta des mesures tendant à limiter la participation estudiantine à l’élection des autorités universitaires.
Après le coup d’État militaire de septembre 1930 qui renversa Yrigoyen, il reprit ses activités au sein du parti radical et se rallia à Alvear. En 1931, il fut incarcéré par le nouveau pouvoir militaire, sur la présomption d’avoir participé à la préparation d’une insurrection de l’UCR. En 1935, il fut élu député national et en 1940 sénateur national pour la ville de Buenos Aires. À la mort d’Alvear en 1942, c’est lui qui, de façon naturelle, se hissa au rang de chef du radicalisme, incarnant la fraction la plus conservatrice de celui-ci, connue sous la dénomination d’unionisme ; à ce titre, il préconisa une alliance du radicalisme avec d’autres partis politiques pour concourir aux élections générales décidées en octobre 1945 et convoquées pour le mois de février 1946. Tamborini fut élu candidat à la présidence de la Nation, en binôme avec Enrique Mosca (candidat à la vice-présidence, également radical), sous la bannière d’une large alliance électorale regroupant l’UCR, le Parti socialiste, le Parti communiste et le Parti démocrate progressiste (PDP) ; face au candidat populaire Juan Perón, anciennement ministre du Travail, cette alliance, dénommée Union démocratique, adoptera une position strictement antipéroniste. Durant la campagne électorale se produisirent — outre l’appui de l’organisation patronale Sociedad Rural Argentina (SRA) à la candidature de Tamborini — deux faits qui allaient fortement affecter le résultat du scrutin, savoir : d’une part la mise au jour d’un important chèque, de plusieurs millions, tiré sur la Bank of New York et remis, en guise de soutien à la campagne de l’Union démocratique, par l’homme d’affaires Raúl Lamuraglia (lequel ensuite, en 1951, contribuera à financer le coup d’État avorté du général Benjamín Menéndez contre Perón et sera impliqué en 1955 dans le bombardement de la place de Mai et le coup d’État de septembre 1955), d’autre part l’ingérence, en faveur du binôme Tamborini/Mosca, du département d’État américain dans les affaires intérieures argentines par le truchement et sur les instances de l’ambassadeur Spruille Braden,, élément que Perón ne se fit pas faute d’exploiter en ramenant l’élection prochaine à l’alternative « Perón ou Braden ». Le duo Tamborini/Mosca perdit les élections de 1946, et la coalition qui l’avait porté, battue avec un écart de 11 % des voix, décida de se dissoudre dès après la défaite. Le bloc des députés radicaux antipersonnalistes, qui totalisait encore une soixantaine de députés en 1932, ne cessa de s’effriter au cours de la décennie 1940, et en 1946-1947, seul un député, Julio Agustín Vanasco, représentait encore l’UCR antipersonnaliste.
Tamborini, après qu’il eut rompu avec les personnalités les moins conservatrices de l’UCR lors de l’élection de 1946, ne fut plus en mesure ensuite de revenir à l’avant-scène : s’étant porté candidat aux primaires du parti radical en vue des élections présidentielles de novembre 1951, il dut s’incliner face au député Ricardo Balbín ; le président Perón cependant fut réélu à une forte majorité. Le Dr Tamborini, malade, mourut à l’âge de 69 ans, une semaine après que Perón eut été violemment renversé par le coup d’État de septembre 1955.